# Gnamptogyia diagonalis
Gnamptogyia diagonalis är en fjärilsart som beskrevs av George Francis Hampson 1910. Gnamptogyia diagonalis ingår i släktet Gnamptogyia och familjen nattflyn. Inga underarter finns listade i Catalogue of Life.